# La Neuville-Sire-Bernard
Pour les articles homonymes, voir Neuville.
La Neuville-Sire-Bernard est une commune française située dans le département de la Somme en région Hauts-de-France.

## Géographie

### Localisation
La Neuville-Sire-Bernard est un village picard situé au sein de la région naturelle du Santerre et du pays de l'Amiénois.
Limitrophe de Moreuil, la localité est située à 11 km au nord-ouest de Montdidier, 19 km au sud de Corbie, 20 km au nord-ouest de Roye, 23 km au sud-est d'Amiens et à 46 km au nord-est de Beauvais, à vol d'oiseau.
Le territoire de la commune est limitrophe de ceux de quatre communes.
Les communes limitrophes sont  Braches, Le Plessier-Rozainvillers, Moreuil et Trois-Rivières.

### Nature du sol et du sous-sol
Le sol de la commune est tourbeux à l'ouest, majoritairement limoneux et crayeux sur le reste du territoire.

### Relief, paysage, végétation
Le relief de la commune est celui d'une vallée prolongée à l'ouest par un plateau.

### Hydrographie

#### Réseau hydrographique
La commune est située dans le bassin Artois-Picardie. Elle est drainée par l'Avre.
L'Avre, d'une longueur de 66 km, prend sa source dans la commune de Amy, à 81 m d'altitude, et se jette  dans la Somme à Longueau, à 24 m d'altitude, après avoir traversé 31 communes. Les caractéristiques hydrologiques de l'Avre sont données par la station hydrologique située sur la commune. Le débit moyen mensuel est de 2,15 m3/s. Le débit moyen journalier maximum est de 10,1 m3/s, atteint lors de la crue du 11 juillet 2001. Le débit instantané maximal est quant à lui de 10,2 m3/s, atteint le même jour.

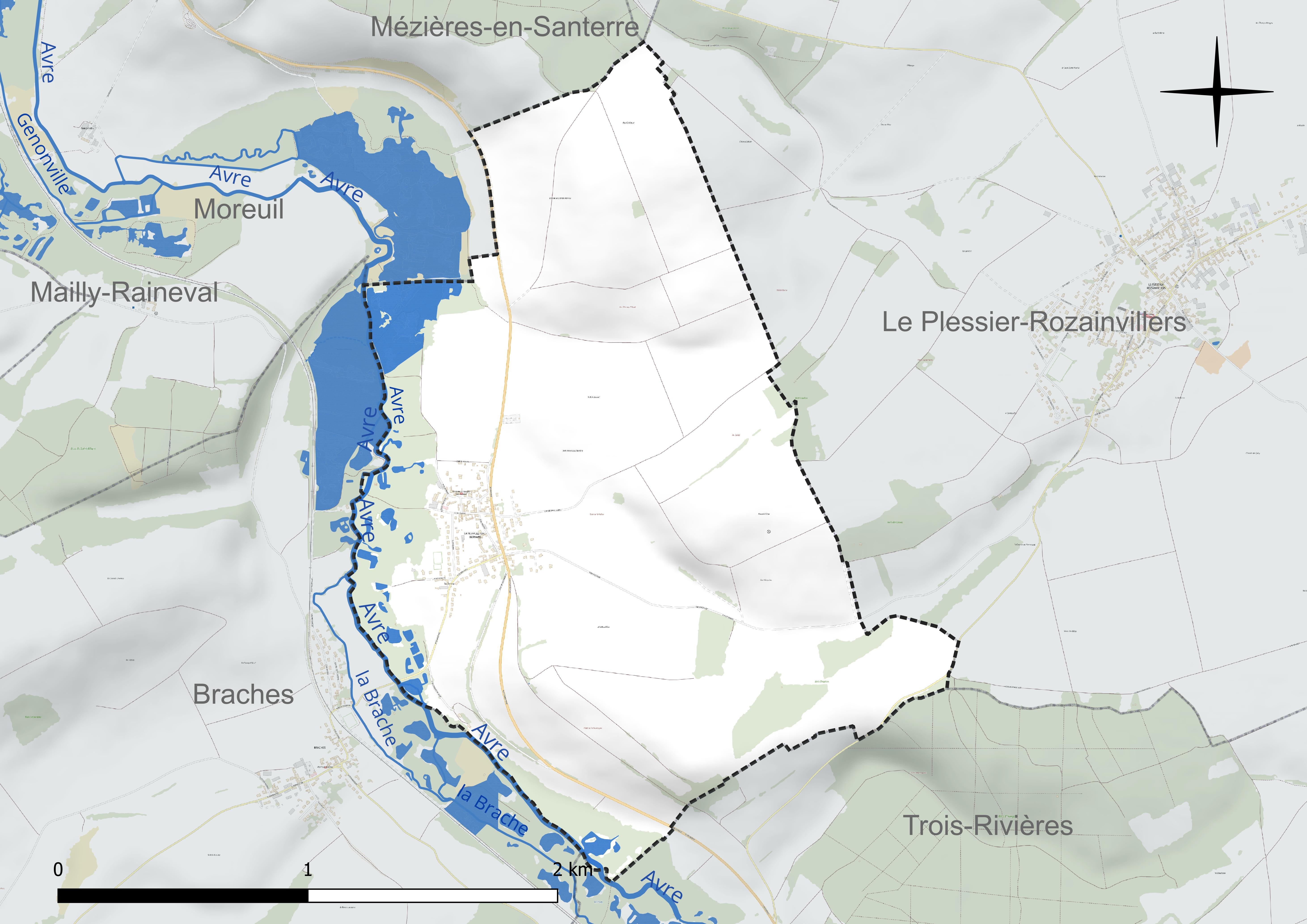
Réseau hydrographique de la Neuville-Sire-Bernard.

#### Gestion et qualité des eaux
Le territoire communal est couvert par le schéma d'aménagement et de gestion des eaux (SAGE) « Somme aval et Cours d'eau côtiers ». Ce document de planification concerne un territoire de 1 835 km2 de superficie, délimité par le bassin versant de la Somme canalisée. Le périmètre a été arrêté le 29 avril 2010 et le SAGE proprement dit a été approuvé le 6 août 2019. La structure porteuse de l'élaboration et de la mise en œuvre est le syndicat mixte d'aménagement hydraulique du bassin versant de la Somme (AMEVA).
La qualité des cours d'eau peut être consultée sur un site dédié géré par les agences de l'eau et l'Agence française pour la biodiversité.

### Climat
Pour des articles plus généraux, voir Climat des Hauts-de-France et Climat de la Somme.
En 2010, le climat de la commune est de type climat océanique dégradé des plaines du Centre et du Nord, selon une étude du CNRS s'appuyant sur une série de données couvrant la période 1971-2000. En 2020, Météo-France publie une typologie des climats de la France métropolitaine dans laquelle la commune est exposée à un climat océanique et est dans la région climatique Nord-est du bassin Parisien, caractérisée par un ensoleillement médiocre, une pluviométrie moyenne régulièrement répartie au cours de l'année et un hiver froid (3 °C).
Pour la période 1971-2000, la température annuelle moyenne est de 10,6 °C, avec une amplitude thermique annuelle de 14,2 °C. Le cumul annuel moyen de précipitations est de 688 mm, avec 11,4 jours de précipitations en janvier et 8,3 jours en juillet. Pour la période 1991-2020, la température moyenne annuelle observée sur la station météorologique la plus proche, située sur la commune de Rouvroy-en-Santerre à 14 km à vol d'oiseau, est de 10,8 °C et le cumul annuel moyen de précipitations est de 635,8 mm,. Pour l'avenir, les paramètres climatiques de la commune estimés pour 2050 selon différents scénarios d'émission de gaz à effet de serre sont consultables sur un site dédié publié par Météo-France en novembre 2022.

## Urbanisme

### Typologie
Au 1er janvier 2024, La Neuville-Sire-Bernard est catégorisée commune rurale à habitat dispersé, selon la nouvelle grille communale de densité à sept niveaux définie par l'Insee en 2022.
Elle est située hors unité urbaine. Par ailleurs la commune fait partie de l'aire d'attraction d'Amiens, dont elle est une commune de la couronne,. Cette aire, qui regroupe 369 communes, est catégorisée dans les aires de 200 000 à moins de 700 000 habitants,.

### Occupation des sols
L'occupation des sols de la commune, telle qu'elle ressort de la base de données européenne d'occupation biophysique des sols Corine Land Cover (CLC), est marquée par l'importance des territoires agricoles (81,8 % en 2018), en diminution par rapport à 1990 (87,6 %). La répartition détaillée en 2018 est la suivante : 
terres arables (75,7 %), zones urbanisées (7,1 %), forêts (7 %), zones agricoles hétérogènes (6,1 %), zones humides intérieures (2,3 %), eaux continentales (1,8 %). L'évolution de l'occupation des sols de la commune et de ses infrastructures peut être observée sur les différentes représentations cartographiques du territoire : la carte de Cassini (XVIIIe siècle), la carte d'état-major (1820-1866) et les cartes ou photos aériennes de l'IGN pour la période actuelle (1950 à aujourd'hui).

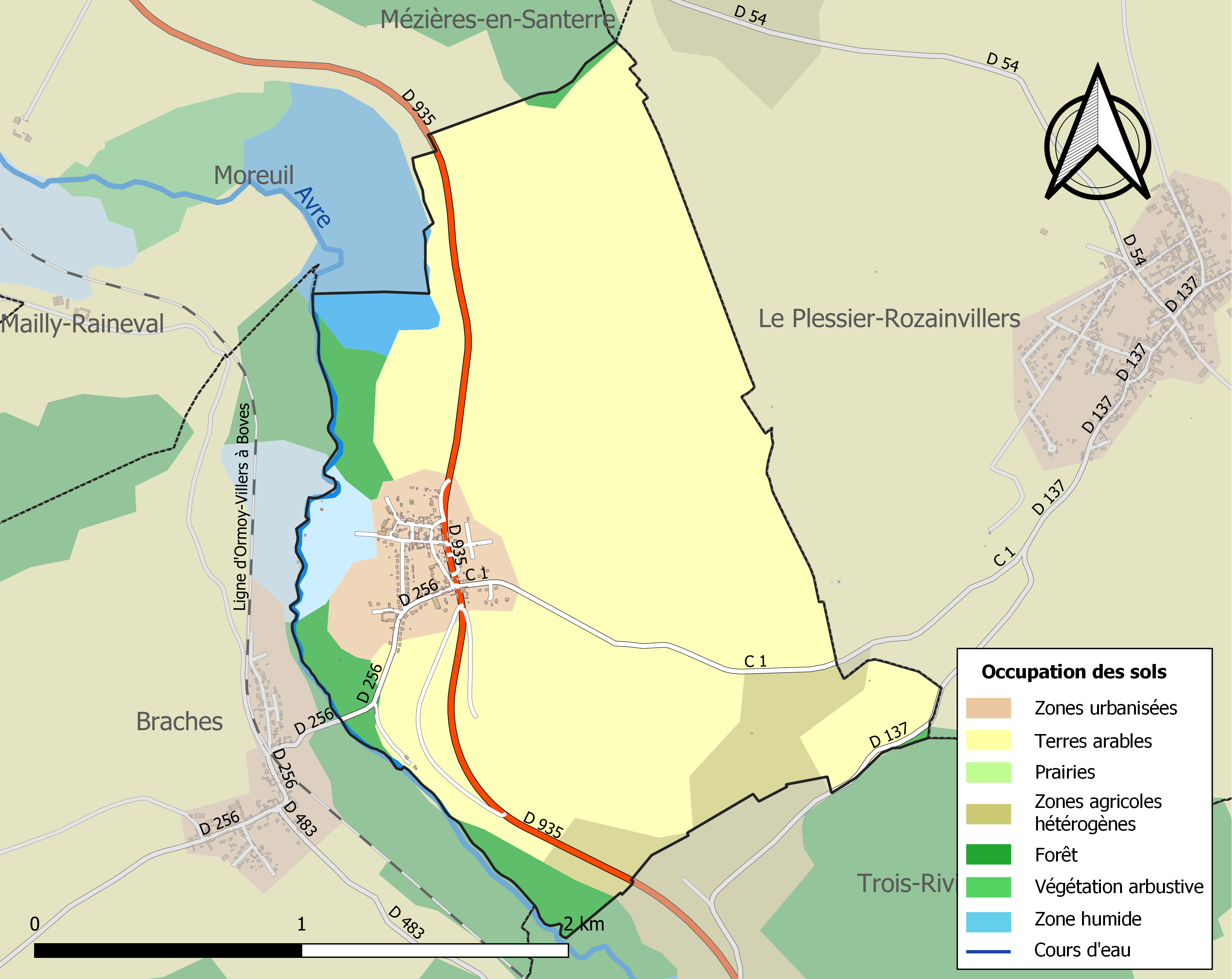
Carte des infrastructures et de l'occupation des sols de la commune en 2018 (CLC).

### Habitat
La commune est constituée de trois hameaux :
- le chef-lieu, La Neuville ;
- Quiry-le-Vert ;
- et une partie importante de Saint-Aubin-en-Harponval, abandonné en 1715[20].

### Voies de communication et transports
Situé à 4 km au sud de Moreuil et 12 km au nord de Montdidier, le village est aisément accessible par l'ancien itinéraire de l'ex-route nationale 35 (actuelle RD 935) reliant Compiègne à Amiens et Abbeville.
Le sentier de grande randonnée 123 passe dans la commune.

## Toponymie
En 1146, sous l'épiscopat de Theodericus (Thierry), évêque d'Amiens, le village est désigné sous la forme latinisée Novavilla (Cf. Gallia Christiana) ; Dans un pouillé, Neuville est relevé dès 1301. En 1513, les coutumes de la châtellenie de Moreuil mentionnent Neuville messire Bernard, confirmé en 1567 par Neufville-Messire-Bernard dans les coutumes de Montdidier. G. Delisle cite La Neuville-sire-Bernard en 1733.
C'est un toponyme très répandu désignant une ville nouvelle (« neuve ville »). De l'adjectif de la langue d'oïl neuve et ville « village ».
La commune doit le complément Sire Bernard accolé au nom primitif, à Bernard IV de Moreuil qui acquit la seigneurie de La Neuville en 1229.
Durant la Révolution française, la commune porta un temps le nom de La Neuville-le-Vert. Elle reprit, par la suite, son nom actuel.

## Histoire

### Moyen Âge
En 1851, on découvrit un cimetière mérovingien au lieu-dit la Capelle. Les artéfacts sont déposés au musée de Picardie à Amiens.
La seigneurie, possession de Jean de Chaumont, relevait de l'abbaye de Corbie. Elle fut vendue en 1229 à Bernard IV de Moreuil, maréchal de France qui se distingua aux côtés du roi Louis IX (Saint-Louis) pendant la Guerre de Saintonge, en 1242. La seigneurie de La Neuville resta en possession de la Famille de Moreuil-Soissons jusqu'à la fin du Moyen Âge.

### Époque moderne
La seigneurie de La Neuville passa à la Famille de Créquy par le mariage de Jossine de Soissons Moreuil avec Jean VII de Créquy en 1497.
En 1715, un vaste incendie réduisit en cendres Saint-Aubin-en-Harponval où il ne resta plus que l'église. La localité fut abandonnée par ses habitants. Le vestige d'un ancien monastère fort important fut démoli ensuite.

### Époque contemporaine

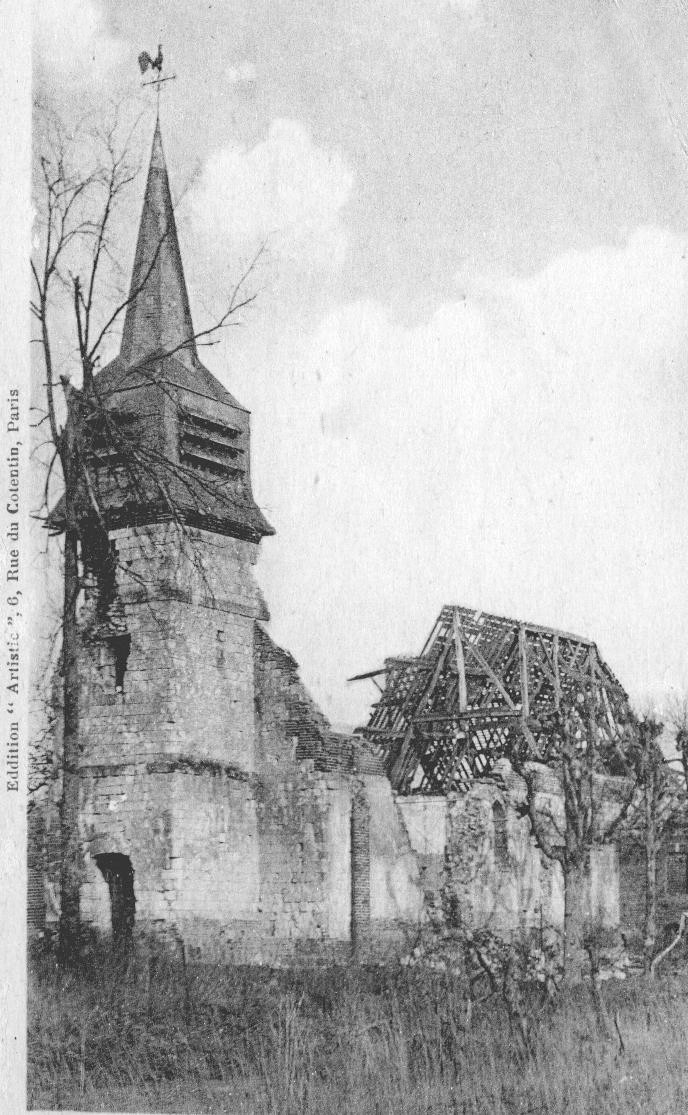
L'église éprouvée par la Première Guerre mondiale.

#### XIXesiècle
Au XIXe siècle, on comptait au village trois moulins à eau : un pour l'huile, le second pour la farine et le troisième pour la fabrication du tissu.

#### Première Guerre mondiale
Jusqu'au début de 1918, le village est à l'arrière du front et accueille un hôpital d'évacuation de l'armée française (ambulance 1/9), ainsi qu'un parc d'artillerie,,.
Il se trouve dans la zone des combats de l'offensive du Printemps de 1918. La commune fut libérée le 8 août 1918.
« A 8 heures, deux divisions contournent le bois de Moreuil par le nord-est et par le sud-ouest. Sur l'Avre, une autre division s'empare de Morisel, tandis qu'au sud de Moreuil un bataillon traverse la rivière. Ainsi Moreuil, tourné par le nord et par le sud, tombe ; au sud de Moreuil, deux nouvelles divisions s'engagent alors, forcent le passage de l'Avre à hauteur de Braches et ouvrent la voie aux unités qui auront à mener la lutte sur les plateaux.
En fin de journée, les troupes françaises, progressant de 8 kilomètres environ, ont atteint la ligne Braches, la Neuville-Sire-Bernard, donnant la main aux Britanniques aux environs de Mézières. »

#### Entre-deux-guerres
À la fin de la Grande Guerre, le village, considéré comme totalement détruit, a été décoré de la Croix de guerre 1914-1918 le 30 octobre 1920.
La reconstruction s'est déroulée dans les années 1920.

## Politique et administration

### Rattachements administratifs et électoraux
Rattachements administratifs
La commune se trouve dans l'arrondissement de Montdidier du département de la Somme.
Elle fait partie depuis 1793 du canton de Moreuil. Dans le cadre du redécoupage cantonal de 2014 en France, cette circonscription  administrative territoriale a disparu, et le canton n'est plus qu'une circonscription électorale.
Rattachements électoraux
Pour les élections départementales, la commune fait partie depuis 2014 du canton de Moreuil
Pour l'élection des séputés, elle fait partie depuis 2012 de la quatrième circonscription de la Somme.
La commune se trouve dans l'arrondissement de Montdidier du département de la Somme. Pour l'élection des députés, elle fait partie depuis 2012 de la quatrième circonscription de la Somme.
Elle fait partie depuis 1793 du canton de Moreuil, modifié et agrandi dans le cadre du redécoupage cantonal de 2014 en France.

### Intercommunalité
La commune était membre de la communauté de communes du canton de Moreuil, un établissement public de coopération intercommunale (EPCI) à fiscalité propre créée par un arrêté préfectoral du 4 décembre 1992 et renommée communauté de communes Avre Luce Moreuil (CCALM) par arrêté préfectoral du 6 mai 1996.
Dans le cadre des dispositions de la loi portant nouvelle organisation territoriale de la République du 7 août 2015, qui prévoit que les établissements publics de coopération intercommunale (EPCI) à fiscalité propre doivent avoir un minimum de 15 000 habitants, la préfète de la Somme propose en octobre 2015 un projet de nouveau schéma départemental de coopération intercommunale (SDCI) prévoyant la réduction de 28 à 16 du nombre des intercommunalités à fiscalité propre du département.
Après des hypothèses de regroupement des communautés de communes du Grand Roye (CCGR), du canton de Montdidier (CCCM), du Santerre et d'Avre, Luce et Moreuil, la préfète dévoile en octobre 2015 son projet qui prévoit la « des communautés de communes d'Avre Luce Moreuil et du Val de Noye  », le nouvel ensemble de 22 440 habitants regroupant 49 communes,. À la suite de l'avis favorable des intercommunalités et de la commission départementale de coopération intercommunale en janvier 2016 puis des conseils municipaux et communautaires concernés, la fusion est établie par un arrêté préfectoral du 22 décembre 2016, qui prend effet le 1er janvier 2017.
La commune est donc désormais membre de la communauté de communes Avre Luce Noye (CCALN).

### Liste des maires
| Période                                  | Période    | Identité          | Étiquette | Qualité                                                                               |
| ---------------------------------------- | ---------- | ----------------- | --------- | ------------------------------------------------------------------------------------- |
| Les données manquantes sont à compléter. |            |                   |           |                                                                                       |
| décembre 1969                            | mai 2020   | Jacques Bertrand  |           | Agriculteur Ancien président du Syndicat de l'Avre et du SIAEP de Pierrepont-sur-Avre |
| mai 2020                                 | avril 2024 | Philippe Darcis   |           | Démission                                                                             |
| juillet 2024                             | En cours   | Marie-Annick Blin |           |                                                                                       |

## Démographie
L'évolution du nombre d'habitants est connue à travers les recensements de la population effectués dans la commune depuis 1793. Pour les communes de moins de 10 000 habitants, une enquête de recensement portant sur toute la population est réalisée tous les cinq ans, les populations de référence des années intermédiaires étant quant à elles estimées par interpolation ou extrapolation. Pour la commune, le premier recensement exhaustif entrant dans le cadre du nouveau dispositif a été réalisé en 2007.

En 2022, la commune comptait 279 habitants, en évolution de −0,71 % par rapport à 2016 (Somme : −1,26 %, France hors Mayotte : +2,11 %).
| 1793 | 1800 | 1806 | 1821 | 1831 | 1836 | 1841 | 1846 | 1851 |
| ---- | ---- | ---- | ---- | ---- | ---- | ---- | ---- | ---- |
| 249  | 217  | 241  | 222  | 258  | 247  | 301  | 290  | 284  |

| 1856 | 1861 | 1866 | 1872 | 1876 | 1881 | 1886 | 1891 | 1896 |
| ---- | ---- | ---- | ---- | ---- | ---- | ---- | ---- | ---- |
| 283  | 292  | 315  | 302  | 294  | 273  | 253  | 232  | 208  |

| 1901 | 1906 | 1911 | 1921 | 1926 | 1931 | 1936 | 1946 | 1954 |
| ---- | ---- | ---- | ---- | ---- | ---- | ---- | ---- | ---- |
| 182  | 181  | 165  | 83   | 105  | 96   | 92   | 86   | 94   |

| 1962 | 1968 | 1975 | 1982 | 1990 | 1999 | 2006 | 2007 | 2012 |
| ---- | ---- | ---- | ---- | ---- | ---- | ---- | ---- | ---- |
| 105  | 123  | 119  | 157  | 219  | 267  | 271  | 271  | 276  |

| 2017 | 2022 | - | - | - | - | - | - | - |
| ---- | ---- | - | - | - | - | - | - | - |
| 285  | 279  | - | - | - | - | - | - | - |

## Économie

### Activités économiques et de services
L'activité dominante de la commune reste l'agriculture.

## Culture locale et patrimoine

### Lieux et monuments
- La vallée de l'Avre et ses plans d'eau.

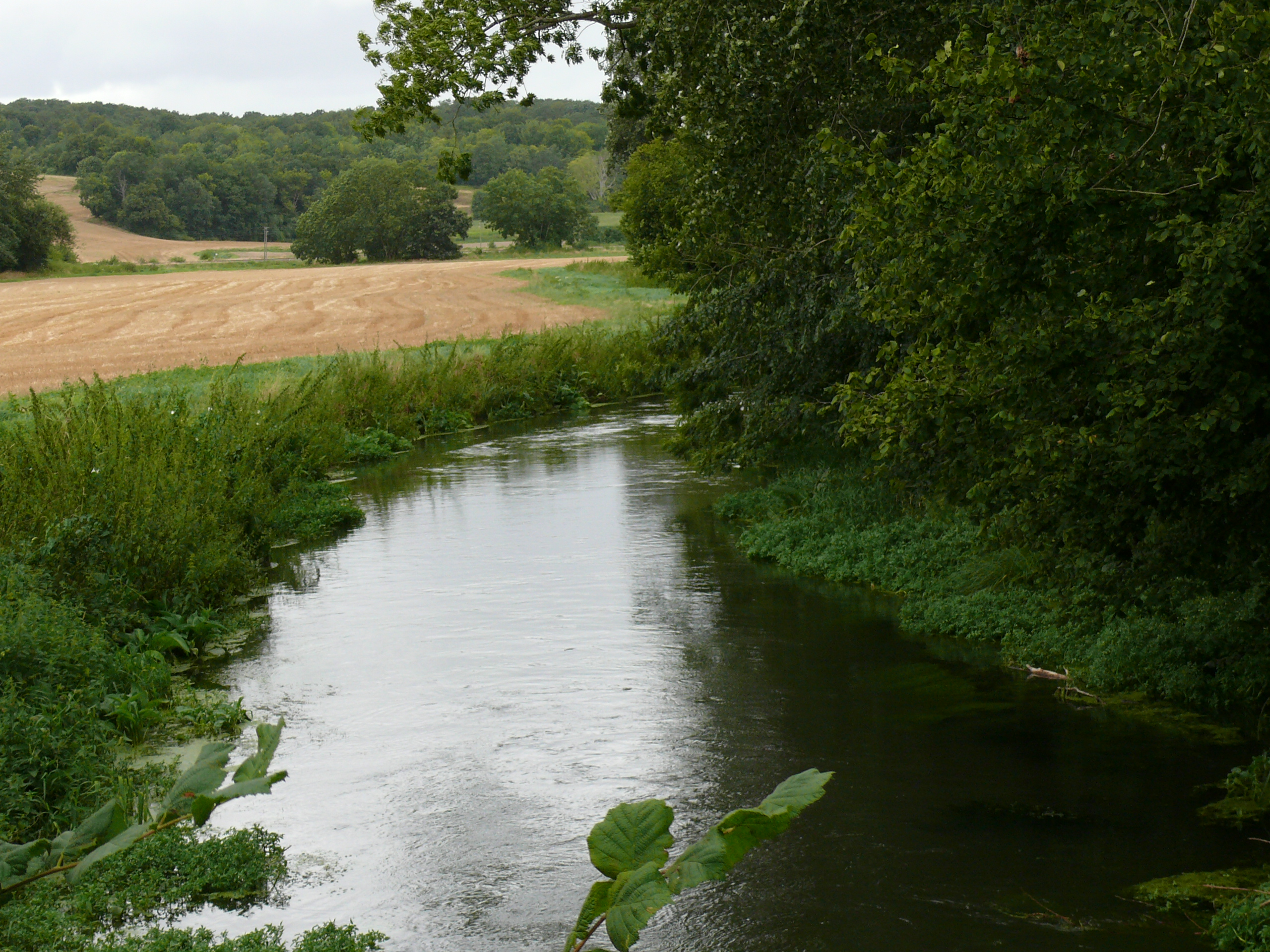
La vallée de l'Avre bordure le territoire à l'ouest.

- Église de l'Assomption-de-la-Sainte-Vierge[47]. Tout en brique, l'édifice a été reconstruit après les destructions de la Première Guerre mondiale.

- Chapelle dédiée à la Vierge, bâtie sur un cimetière mérovingien[25].

### Personnalités liées à la commune
Liste de seigneurs de La Neuville-Sire-Bernard
- Bernard V de Moreuil,  seigneur de Cœuvres, Maréchal de France.
- Thibaut de Soissons-Moreuil, gouverneur de Soissons et de Boulogne, puis de toute la Picardie, en 1415.
- Jean Ier de Soissons-Mmoreuil, prince de Poix, bailli de Troyes et du Vermandois, capitaine d'Abbeville, en 1483.
- Jean VII de Créqui, prince de Poix, qui chassa les Anglais et les Impériaux de la Picardie, en 1523.
- Charles Ier de Créqui, prince de Poix, duc de Lesguidieres, pair et maréchal de France, tué devant Brême en 1638.
- François de Bonne de Créqui, marquis de Marines, Maréchal de France.
- Louis de Rougé, marquis de Plessis-Bellières, baron de Vienne-le-Château, colonel du Régiment de Vexin vers 1740.
- Emmanuel Maurice d'Elbeuf, en 1747.